# Ken-Stimpson-Akademie
Die Ken-Stimpson-Akademie (englisch Ken Stimpson Academy) ist eine koedukative Sekundar- und Wirtschaftsschule mit Oberstufe in Peterborough, Grafschaft Cambridgeshire in Großbritannien. Die Schule teilt sich das Außengelände mit einem Sportzentrum, das über einen Fitnessraum und eine Sporthalle verfügt und eine Bibliothek beherbergt.

## Geschichte

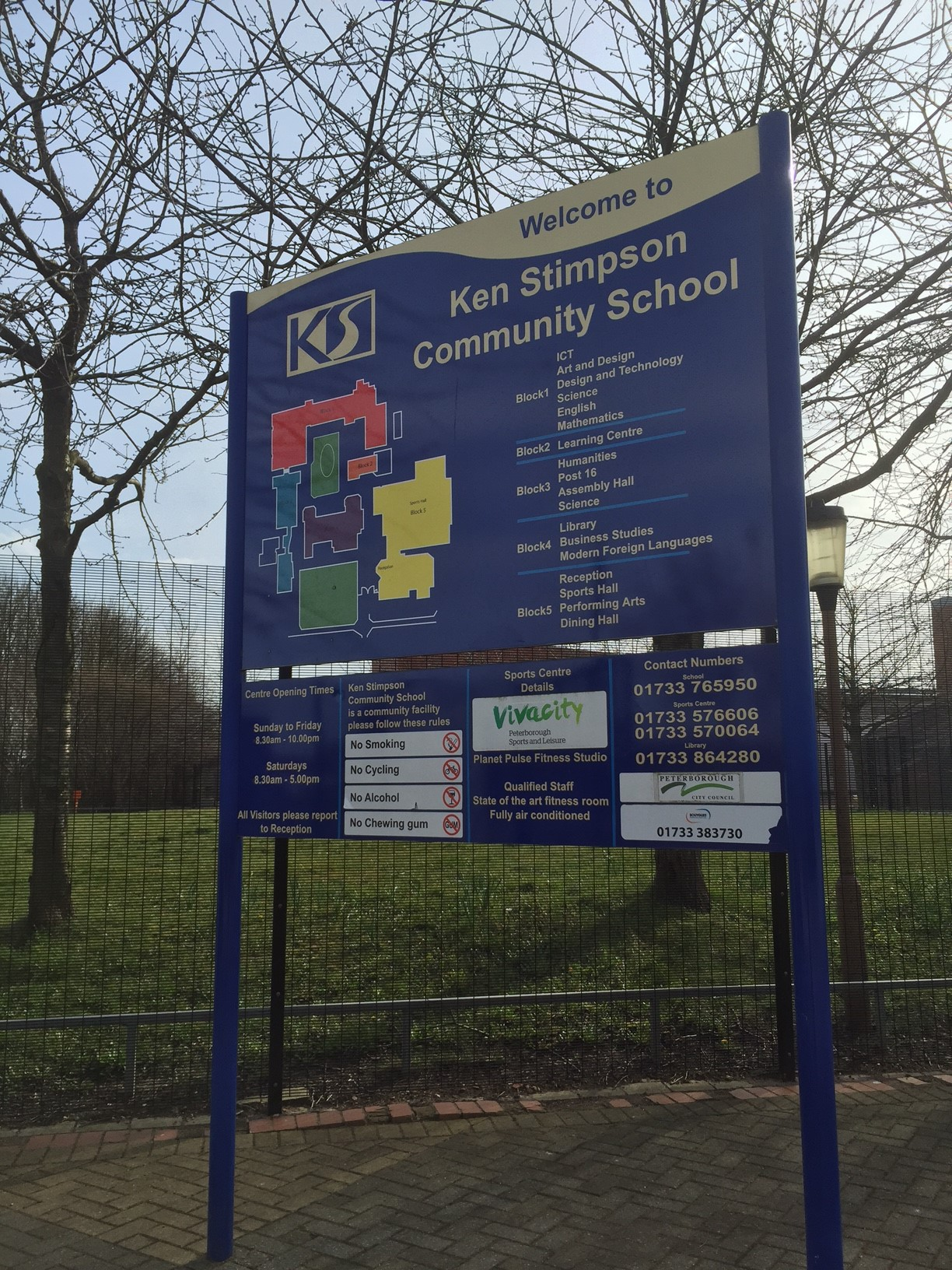
Eingangstafel der ehemaligen Gemeinschaftsschule

Die Schule wurde 1982 als Ken Stimpson Community School gegründet. Sie ist nach Kenneth W. Stimpson benannt, der zwischen 1974 und 1979 Gebiets-Bildungsbeauftragte war. Im Jahr 2019 wechselte die Schule von einer an Poloshirts orientierten Uniform zu einer Uniform mit Krawatte, Hemd und Blazer.
Die Gemeinschaftsschule wurde im August 2023 geschlossen und im September 2023 als „Ken Stimpson Academy“ wiedereröffnet.
Im September 2018 genehmigte der Gemeinderat Pläne für den Bau eines neuen zweistöckigen Lehrgebäudes und die Erweiterung einiger bestehender Gebäude, um die geplante Kapazitätserweiterung von 1014 auf 1650 Schüler zu ermöglichen.

## Vermittelter Lernstoff
Die Unterrichtsfächer sind Kunst, Wirtschaft und Unternehmen, Karriere, Informatik, Design und Technik, Englisch, Geisteswissenschaften, Moderne Fremdsprachen, Mathematik, Leibeserziehung, Darstellende Kunst, sowie Naturwissenschaften.

## Sonstiges
Seit 2020 gibt es ein Förderprogramm für Schüler im Autismus-Spektrum.